# Ciclismo ai Giochi della XXV Olimpiade - Corsa in linea maschile
La corsa in linea maschile dei Giochi della XXV Olimpiade fu corsa il 2 agosto 1992 a Sant Sadurní d'Anoia, in Spagna, su un percorso di 194,4 km. La prova fu vinta dall'italiano Fabio Casartelli, che terminò la gara in 4h35'21". Parteciparono 154 atleti, 84 dei quali giunsero al traguardo.

## Ordine d'arrivo
| Pos.    | Ciclista                 | Nazionalità                        | Tempo    |
| ------- | ------------------------ | ---------------------------------- | -------- |
| Oro     | Fabio Casartelli         | Italia                             | 4h35'21" |
| Argento | Erik Dekker              | Paesi Bassi                        | a 1"     |
| Bronzo  | Dainis Ozols             | Lettonia                           | a 3"     |
| 4       | Erik Zabel               | Germania                           | a 35"    |
| 5       | Lauri Aus                | Estonia                            | s.t.     |
| 6       | Andrzej Sypytkowski      | Polonia                            | s.t.     |
| 7       | Sylvain Bolay            | Francia                            | s.t.     |
| 8       | Arvis Piziks             | Lettonia                           | s.t.     |
| 9       | Raido Kodanipork         | Estonia                            | s.t.     |
| 10      | Grant Rice               | Australia                          | s.t.     |
| 11      | Lars Michaelsen          | Danimarca                          | s.t.     |
| 12      | Michel Lafis             | Svezia                             | s.t.     |
| 13      | Urs Güller               | Svizzera                           | s.t.     |
| 14      | Lance Armstrong          | Stati Uniti                        | s.t.     |
| 15      | Ángel Edo                | Spagna                             | s.t.     |
| 16      | Darren Smith             | Australia                          | s.t.     |
| 17      | Richard Groenendaal      | Paesi Bassi                        | s.t.     |
| 18      | Christian Andersen       | Danimarca                          | s.t.     |
| 19      | Roland Meier             | Svizzera                           | s.t.     |
| 20      | Davide Rebellin          | Italia                             | s.t.     |
| 21      | Tomokazu Fujino          | Giappone                           | s.t.     |
| 22      | Jacek Mickiewicz         | Polonia                            | s.t.     |
| 23      | Saulius Sarkauskas       | Lituania                           | s.t.     |
| 24      | Kiko García              | Spagna                             | s.t.     |
| 25      | František Trkal          | Cecoslovacchia                     | s.t.     |
| 26      | Gianni Vignaduzzi        | Canada                             | s.t.     |
| 27      | Miloslav Kejval          | Cecoslovacchia                     | s.t.     |
| 28      | Wanderley Azevedo        | Brasile                            | s.t.     |
| 29      | Peter Luttenberger       | Austria                            | s.t.     |
| 30      | Steffen Wesemann         | Germania                           | s.t.     |
| 31      | Xavier Pérez             | Andorra                            | s.t.     |
| 32      | Kevin Kimmage            | Irlanda                            | s.t.     |
| 33      | Svjatoslav Rjabučenko    | Squadra Unificata                  | s.t.     |
| 34      | Claus Møller             | Danimarca                          | s.t.     |
| 35      | Conor Henry              | Irlanda                            | s.t.     |
| 36      | Simeon Hempsall          | Gran Bretagna                      | s.t.     |
| 37      | Timm Peddie              | Stati Uniti                        | s.t.     |
| 38      | Bjørn Stenersen          | Norvegia                           | s.t.     |
| 39      | Tang Xuezhong            | Cina                               | s.t.     |
| 40      | Carlos Maya              | Venezuela                          | s.t.     |
| 41      | Nathael Sagard           | Canada                             | s.t.     |
| 42      | Aleksandar Milenković    | Partecipanti Olimpici Indipendenti | s.t.     |
| 43      | Juan Carlos Rosero       | Ecuador                            | s.t.     |
| 44      | Zhu Zhengjun             | Cina                               | s.t.     |
| 45      | Lars Kristian Johnsen    | Norvegia                           | s.t.     |
| 46      | Hussein Monsalve         | Venezuela                          | s.t.     |
| 47      | Pëtr Kočelenko           | Squadra Unificata                  | s.t.     |
| 48      | Pascal Hervé             | Francia                            | s.t.     |
| 49      | José Robles              | Colombia                           | s.t.     |
| 50      | Federico Moreira         | Uruguay                            | s.t.     |
| 51      | Graeme Miller            | Nuova Zelanda                      | s.t.     |
| 52      | Héctor Palacio           | Colombia                           | s.t.     |
| 53      | Arnolds Udris            | Lettonia                           | s.t.     |
| 54      | Andreas Langl            | Austria                            | s.t.     |
| 55      | Zbigniew Piątek          | Polonia                            | s.t.     |
| 56      | Georg Totschnig          | Austria                            | s.t.     |
| 57      | Karsten Stenersen        | Norvegia                           | s.t.     |
| 58      | Steig Csaba              | Ungheria                           | s.t.     |
| 59      | Brian Fowler             | Nuova Zelanda                      | s.t.     |
| 60      | David Cook               | Gran Bretagna                      | s.t.     |
| 61      | Matthew Stephens         | Gran Bretagna                      | s.t.     |
| 62      | Jacques Landry           | Canada                             | s.t.     |
| 63      | Valter Bonča             | Slovenia                           | s.t.     |
| 64      | Wang Shusen              | Cina                               | s.t.     |
| 65      | Paul Slane               | Irlanda                            | s.t.     |
| 66      | Aleksej Bočkov           | Squadra Unificata                  | s.t.     |
| 67      | Michael Andersson        | Svezia                             | s.t.     |
| 68      | Christian Meyer          | Germania                           | s.t.     |
| 69      | Pavel Padrnos            | Cecoslovacchia                     | s.t.     |
| 70      | Armin Meier              | Svizzera                           | s.t.     |
| 71      | Mirko Gualdi             | Italia                             | s.t.     |
| 72      | Rob Compas               | Paesi Bassi                        | a 1'12"  |
| 73      | Thomas Bamford           | Nuova Zelanda                      | a 1'20"  |
| 74      | Sergio Tesitore          | Uruguay                            | a 1'31"  |
| 75      | Bob Mionske              | Stati Uniti                        | a 7'10"  |
| 76      | Libardo Niño             | Colombia                           | 8'44"    |
| 77      | Glenn Magnusson          | Svezia                             | a 9'11"  |
| 78      | Radiša Čubrić            | Partecipanti Olimpici Indipendenti | a 9'53"  |
| 79      | Jamsran Ulzii-Orshikh    | Mongolia                           | s.t.     |
| 80      | Károly Eisenkrammer      | Ungheria                           | a 16'46" |
| 81      | Scott Richardson         | Sudafrica                          | a 23'04" |
| 82      | Emili Pérez              | Andorra                            | s.t.     |
| 83      | Dashjamts Munkhbat       | Mongolia                           | a 26'50" |
| 84      | Kozo Fujita              | Giappone                           | s.t.     |
| DNF     | Juan González            | Andorra                            | -        |
| DNF     | Neil Lloyd               | Antigua e Barbuda                  | -        |
| DNF     | Robert Marsh             | Antigua e Barbuda                  | -        |
| DNF     | Robert Peters            | Antigua e Barbuda                  | -        |
| DNF     | Lucien Dirksz            | Aruba                              | -        |
| DNF     | Gerard van Vliet         | Aruba                              | -        |
| DNF     | Patrick Jonker           | Australia                          | -        |
| DNF     | Jamal Ahmed Al-Doseri    | Bahrein                            | -        |
| DNF     | Jameel Kadhem            | Bahrein                            | -        |
| DNF     | Saber Mohamed Hasan      | Bahrein                            | -        |
| DNF     | Erwin Thijs              | Belgio                             | -        |
| DNF     | Michel Vanhaecke         | Belgio                             | -        |
| DNF     | Wim Omloop               | Belgio                             | -        |
| DNF     | Michael Lewis            | Belize                             | -        |
| DNF     | Douglas Lamb             | Belize                             | -        |
| DNF     | Ernest Meighan           | Belize                             | -        |
| DNF     | Cossi Houegban           | Benin                              | -        |
| DNF     | Fernand Gandaho          | Benin                              | -        |
| DNF     | Hernandes Quadri         | Brasile                            | -        |
| DNF     | Tonny Azevedo            | Brasile                            | -        |
| DNF     | Stefan Baraud            | Isole Cayman                       | -        |
| DNF     | Michele Smith            | Isole Cayman                       | -        |
| DNF     | Dennis Brooks            | Isole Cayman                       | -        |
| DNF     | Christ Yarafa            | Rep. Centrafricana                 | -        |
| DNF     | Obed Ngaite              | Rep. Centrafricana                 | -        |
| DNF     | Vincent Gomgadja         | Rep. Centrafricana                 | -        |
| DNF     | Miguel Droguett          | Cile                               | -        |
| DNF     | Weng Yu-yi               | Taipei cinese                      | -        |
| DNF     | Ndjibu N'Golomingi       | Zaire                              | -        |
| DNF     | Mobange Amisi            | Zaire                              | -        |
| DNF     | Selenge Kimoto           | Zaire                              | -        |
| DNF     | Biruk Abebe              | Etiopia                            | -        |
| DNF     | Asmelash Geyesus         | Etiopia                            | -        |
| DNF     | Tekle Hailemikael        | Etiopia                            | -        |
| DNF     | Emmanuel Magnien         | Francia                            | -        |
| DNF     | Jazy Garcia              | Guam                               | -        |
| DNF     | Manuel García            | Guam                               | -        |
| DNF     | Martin Santos            | Guam                               | -        |
| DNF     | Aubrey Richmond          | Guyana                             | -        |
| DNF     | Mikoš Rnjaković          | Partecipanti Olimpici Indipendenti | -        |
| DNF     | Hussain Eslami           | Iran                               | -        |
| DNF     | Khosrow Ghamari          | Iran                               | -        |
| DNF     | Hussain Mahmoudi Shahvar | Iran                               | -        |
| DNF     | Arthur Tenn              | Giamaica                           | -        |
| DNF     | Michael McKay            | Giamaica                           | -        |
| DNF     | Mitsuteru Tanaka         | Giappone                           | -        |
| DNF     | Armen Arslanian          | Libano                             | -        |
| DNF     | Vatche Zadourian         | Libano                             | -        |
| DNF     | Murugayan Kumaresan      | Malaysia                           | -        |
| DNF     | Dashnyamyn Tömör-Ochir   | Mongolia                           | -        |
| DNF     | Norberto Oconer          | Filippine                          | -        |
| DNF     | Domingo Villanueva       | Filippine                          | -        |
| DNF     | Faustin Mparabanyi       | Ruanda                             | -        |
| DNF     | Emmanuel Nkurunziza      | Ruanda                             | -        |
| DNF     | Alphonse Nshimiyiama     | Ruanda                             | -        |
| DNF     | Guido Frisoni            | San Marino                         | -        |
| DNF     | Medhadi Al-Dosari        | Arabia Saudita                     | -        |
| DNF     | Saleh Al-Qobaissi        | Arabia Saudita                     | -        |
| DNF     | Mohamed Al-Takroni       | Arabia Saudita                     | -        |
| DNF     | Eleuterio Mancebo        | Spagna                             | -        |
| DNF     | Malcolm Lange            | Sudafrica                          | -        |
| DNF     | Wayne Burgess            | Sudafrica                          | -        |
| DNF     | Realdo Jessurun          | Suriname                           | -        |
| DNF     | Koku Ahiaku              | Togo                               | -        |
| DNF     | Komi Moreira             | Togo                               | -        |
| DNF     | Khalifa Bin Omair        | Emirati Arabi Uniti                | -        |
| DNF     | Ali Al-Abed              | Emirati Arabi Uniti                | -        |
| DNF     | Mansoor Bu Osaiba        | Emirati Arabi Uniti                | -        |
| DNF     | Robinson Merchán         | Venezuela                          | -        |
| DNF     | Chesen Frey              | Isole Vergini Americane            | -        |